# Schlacht an der Hase
Die Schlacht an der Hase (auch Große Schlacht an der Hase) fand im Spätsommer 783 zwischen Sachsen unter Herzog Widukind und Franken unter König Karl dem Großen während der Sachsenkriege in der Nähe des heutigen Osnabrück an der Hase statt.

## Vorgeschichte
Im Jahr 783 bestritten Karl der Große und Widukind bereits zuvor Auseinandersetzungen bei Detmold (Theotmalli) und Paderborn. In Paderborn machte Karl anschließend halt, um die Verstärkung, die er zuvor aus dem Fränkischen Reich orderte, in sein Heer einzugliedern. Mit dem verstärkten Heer wollte Karl dann bis in das östliche Sachsen hinein einmarschieren, um seine Herrschaft dort wiederherzustellen und das Land gewaltsam zu befrieden. Da die Sachsen sich aber nordwestlich von Paderborn an der Hase sammelten, sah sich Karl gezwungen, ihnen zurück nach Westfalen entgegenzuziehen, wenn er nicht bei seinen Einmarsch in Sachsen eine sächsische Armee im Rücken haben wollte.

## Schlachtverlauf
Herzog Widukind war es erstmals gelungen, alle sächsischen Stämme zu einem großen Heer an der Hase zu vereinen, um den Franken erneut Widerstand zu leisten. König Karl hatte unterdessen Verstärkungen herangezogen, stieß in der Nähe des heutigen Osnabrück auf das sächsische Heer und fügte diesem in einer dreitägigen Feldschlacht an der Hase eine schwere Niederlage zu. Ein Teil des sächsischen Heeres wurde aufgerieben, der andere gefangen genommen.

## Folgen
Widukind musste vom Schlachtfeld flüchten und zog sich auf seine Wittekindsburg zurück. Angeblich soll diese wenig später von den Franken belagert worden sein. Widukind soll es gelungen sein, von dort zu entkommen, jedoch ist die Belagerung vermutlich eine späte Sage und gibt nicht die historischen Begebenheiten wieder.
Als Folge der vernichtenden sächsischen Niederlage wurde das ganze Land zwischen Weser und Elbe von den Franken unter Karl dem Großen verheert.